# Shirlen Nascimento
Shirlen Thaís do Nascimento (ur. 20 marca 2000) – brazylijska judoczka. 
Brązowa medalistka mistrzostw świata w 2025. Startowała w Pucharze Świata w 2025. Wygrała mistrzostwa panamerykańskie w 2025  roku.